# IMindMap

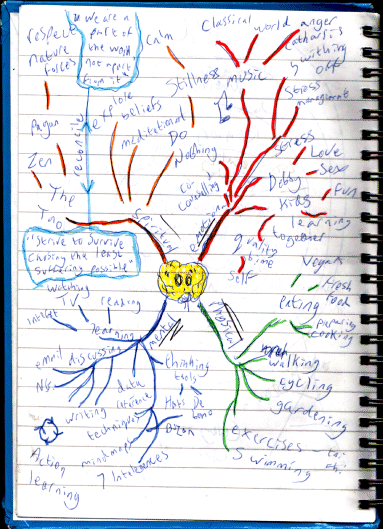
Một bản đồ tư duy.

iMindMap là một phần mềm lập bản đồ tư duy miễn phí được phát triển bởi Tony Buzan. iMindMap có thể xuất bản đồ ra nhiều file định dạng khác nhau như PDF, JPEG,...